# Sonorella sabinoensis
Sonorella sabinoensis är en snäckart som beskrevs av Henry Augustus Pilsbry och James Henry Ferriss 1919. Sonorella sabinoensis ingår i släktet Sonorella och familjen Helminthoglyptidae. Inga underarter finns listade i Catalogue of Life.